# Jan Räntfors
Jan Anders Räntfors, född 1 januari 1949, är en svensk landskapsarkitekt som var verksam under framför allt 1980- och 1990-talen. Han har formgivit bland annat Drottningtorget, Brunnsparken och Gustaf Adolfs torg, alla gamla torg i Göteborg, som omdanats under 1980- och 1990-talet.